# Marian Lupu
Marian Lupu (n. 20 iunie 1966, Bălți) este un politician și economist moldovean, președintele Curții de Conturi a Republicii Moldova, fost deputat în Parlamentul Republicii Moldova începând din 6 martie 2005 și până în 7 februarie 2019 (Legislatura V - VI - VII - VIII - IX). A deținut funcția de președinte al Parlamentului Republicii Moldova între 2005—2009 și 2010—2013 și președinte interimar al Republicii Moldova între 2010—2012.
La Congresul VI al Partidului Democrat din Moldova, din anul 2009, a fost ales în calitate de președinte PDM și a deținut această funcție până în decembrie 2016.
A fost copreședintele Adunării Parlamentare a Parteneriatului Estic (EURONEST) și președintele fracțiunii parlamentare a PDM.

## Biografie
Marian Lupu s-a născut la data de 20 iunie 1966 în municipiul Bălți, însă, la numai șase ani familia lui s-a mutat la Chișinău. Părinții săi sunt profesori universitari: mama sa predă limba franceză, iar tatăl său, Ilie Lupu preda matematică. Părinții săi au vrut mult să-l boteze Marcel, în cinstea muzicianului român Marcel Budală, dar au decis să-i treacă în acte numele Marian; totuși acasă și printre rude Marian Lupu este numit Marcel, conform unei dezvăluiri din 2009 a tatălui său.
A absolvit cu medalie de aur Școala nr. 1 din Chișinău (actualmente Liceul “Gheorghe Asachi”) din Chișinău (1983). Membru ULCT între 1980- 1988. Studiază apoi la Facultatea de Comerț și Economie a Universității de Stat din Moldova, unde a obținut diplomă cu mențiune (1987). Membru PCUS din 1988 pînă la desființarea acestuia în 1991. Urmează apoi studii postuniversitare de aspirantură în perioada 1987-1991 la Academia Economică "A. Plehanov" din Moscova și la Universitatea de Stat din Moldova, în urma cărora obține titlul de Doctor în economie în anul 1991.
Din anul 1991 a activat în cadrul Departamentului de Relații Economice Externe din cadrul Ministerului Economiei, parcurgând calea de la specialist principal, șef de secție, apoi șef de direcție și în cele din urmă în anul 1997 devine director al Departamentului de Relații Economice Externe. Concomitent, în perioada 1992-2000, a fost director executiv al Programului TACIS - Moldova.
Urmează cursuri de specializare în macroeconomie la Institutul Fondului Monetar Internațional din Washington (1994) și cursuri de comerț internațional la Institutul Organizației Mondiale a Comerțului din Geneva (1996).
La 24 mai 2001 este numit prin Hotărâre de Guvern în funcția de viceministru al economiei. Marian Lupu a coordonat în această calitate activitatea departamentelor Relații Economice Externe și Comerț din cadrul Ministerului. La data de 5 august 2003, este numit prin Decret al președintelui Vladimir Voronin, în funcția de ministru al Economiei al Republicii Moldova.

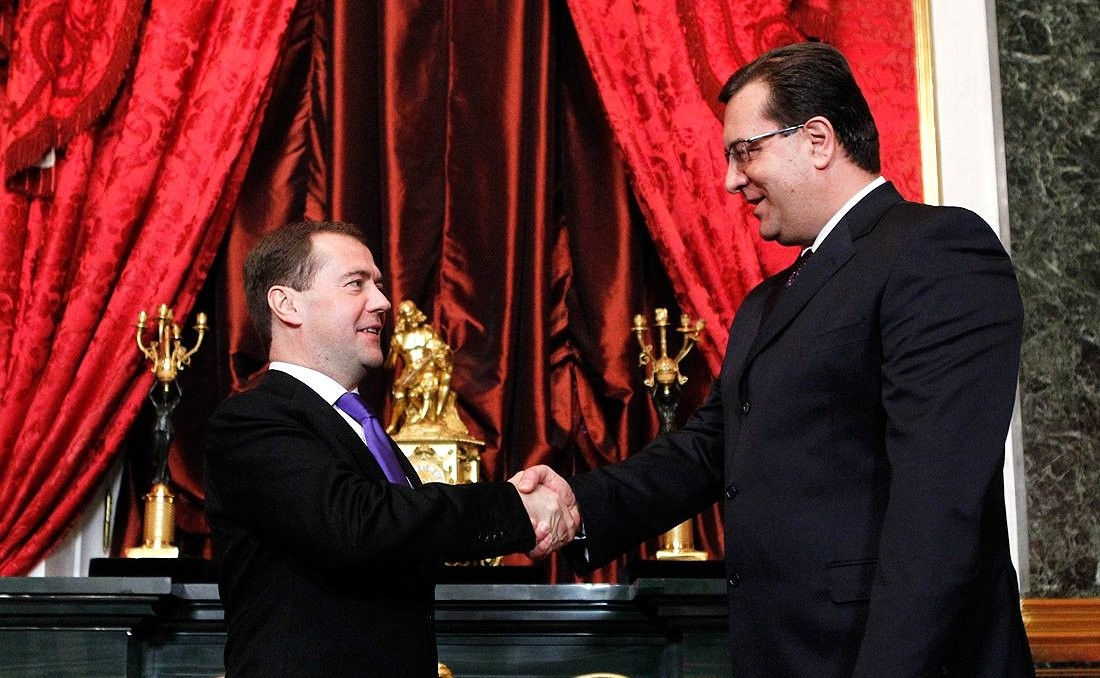
Marian Lupu și Dmitri Medvedev, pe atunci președinte al Rusiei

La 6 martie 2005 a fost ales deputat în Parlament pe lista Partidului Comuniștilor din Republica Moldova, deși nu era membru de partid. La 24 martie 2005 a fost ales în funcția de președinte al Parlamentului Republicii Moldova cu 65 de voturi (dintr-un număr de 101). Fiind președinte de Parlament și bucurându-se de o înaltă încredere se hotărăște se intre în PCRM. Ulterior a pledat pentru reformarea și modernizarea partidului, inclusiv prin schimbarea denumirii și transformarea acestuia într-un partid modern, european, de sorginte social-democrată. În 2009 Marian Lupu declara că, la o anumita etapă, între valorile sale personale și cele ale PCRM „exista o compatibilitate dacă nu 100% cel puțin de 90%”.

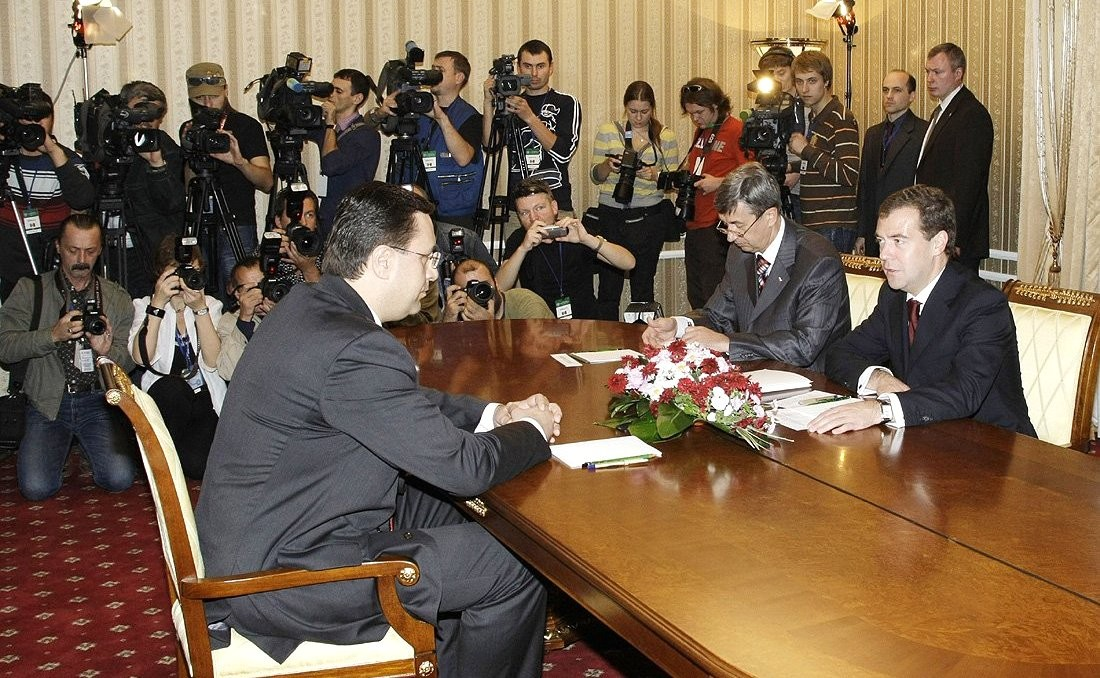
Marian Lupu și Dmitri Medvedev, pe atunci președinte al Rusiei

În urma refuzului Partidului Comuniștilor de a-l propune la funcția de președinte al Republicii Moldova și în urma evenimentelor din 7 aprilie, pe care Lupu le-a catalogat drept lovitură de stat, în anul 2009 Marian Lupu a părăsit Partidul Comuniștilor și a devenit la scurt timp președinte al Partidului Democrat din Moldova, iar după anticipatele din 29 iulie 2009 când PCRM și PDM aveau în sumă 61 mandate (numărul necesar pentru alegerea șefului statului) Marian Lupu a refuzat să facă coaliție cu fostul partid, formând ulterior Alianța pentru Integrare Europeană (AIE) cu PL, AMN și PLDM.

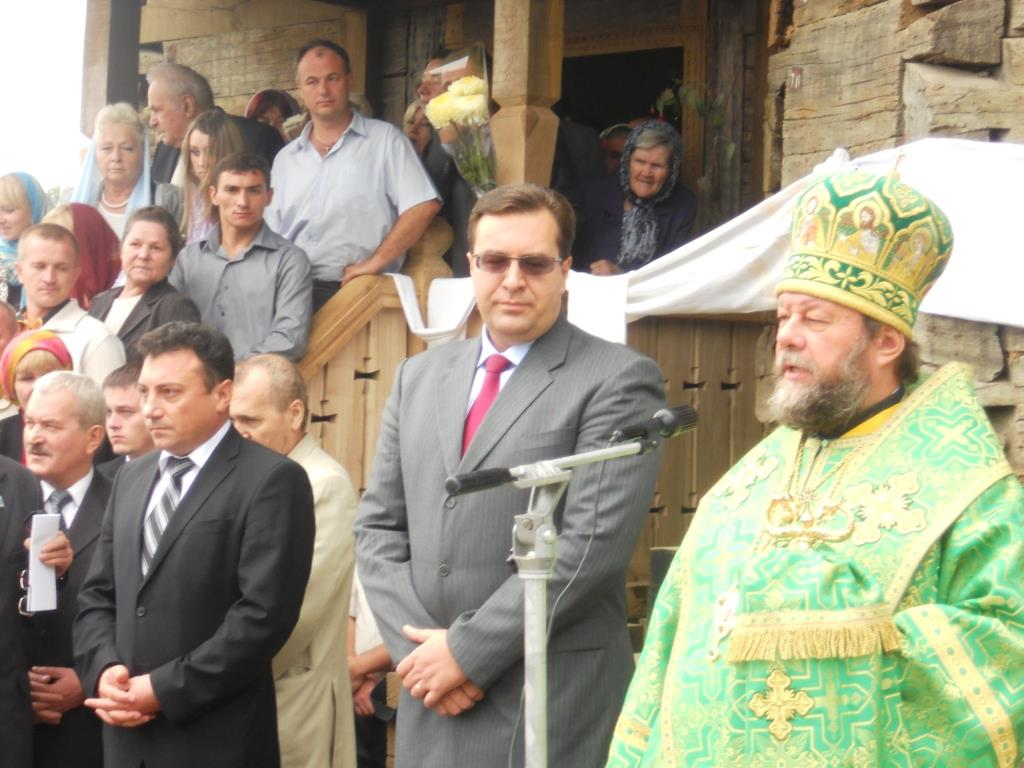
Marian Lupu alături de Mitropolitul Vladimir

Pe 30 decembrie 2010, Partidul Democrat (PDM) din nou a dat prioritate Alianței formând așa numita AIE-2 cu PL și PLDM (AMN nu a trecut pragul de 4% la alegeri). Astfel Lupu a dat de înțeles că susține reformele începute de prima alianță și că pledează pentru integrarea europeană a Republicii Moldova. În seara zilei de 30 decembrie Marian Lupu a fost ales de AIE în funcția de președinte a Parlamentului și președinte interimar a Republicii Moldova cu același număr de voturi 57 (din 101).

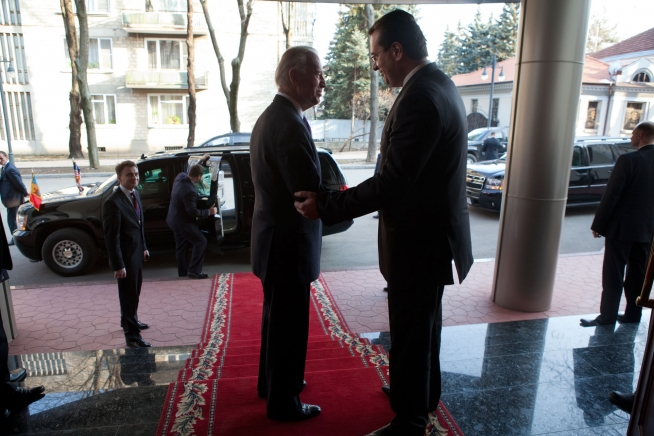
Marian Lupu și Joe Biden, pe atunci vicepreședinte al Statelor Unite

În anul 2010 Partidul Democrat din Moldova a devenit membru cu drepturi depline al Internaționalei Socialiste și a obținut statutul de membru observator al Partidului Socialiștilor Europeni (PES), iar în iunie 2015 a obținut și statutul de membru asociat PES.
În cadrul congresului care a avut loc la Cape Town în data de 30 august 2012, Marian Lupu a fost ales în calitate de vicepreședinte al Internaționalei Socialiste, alături de un număr de alte ~30 de persoane.

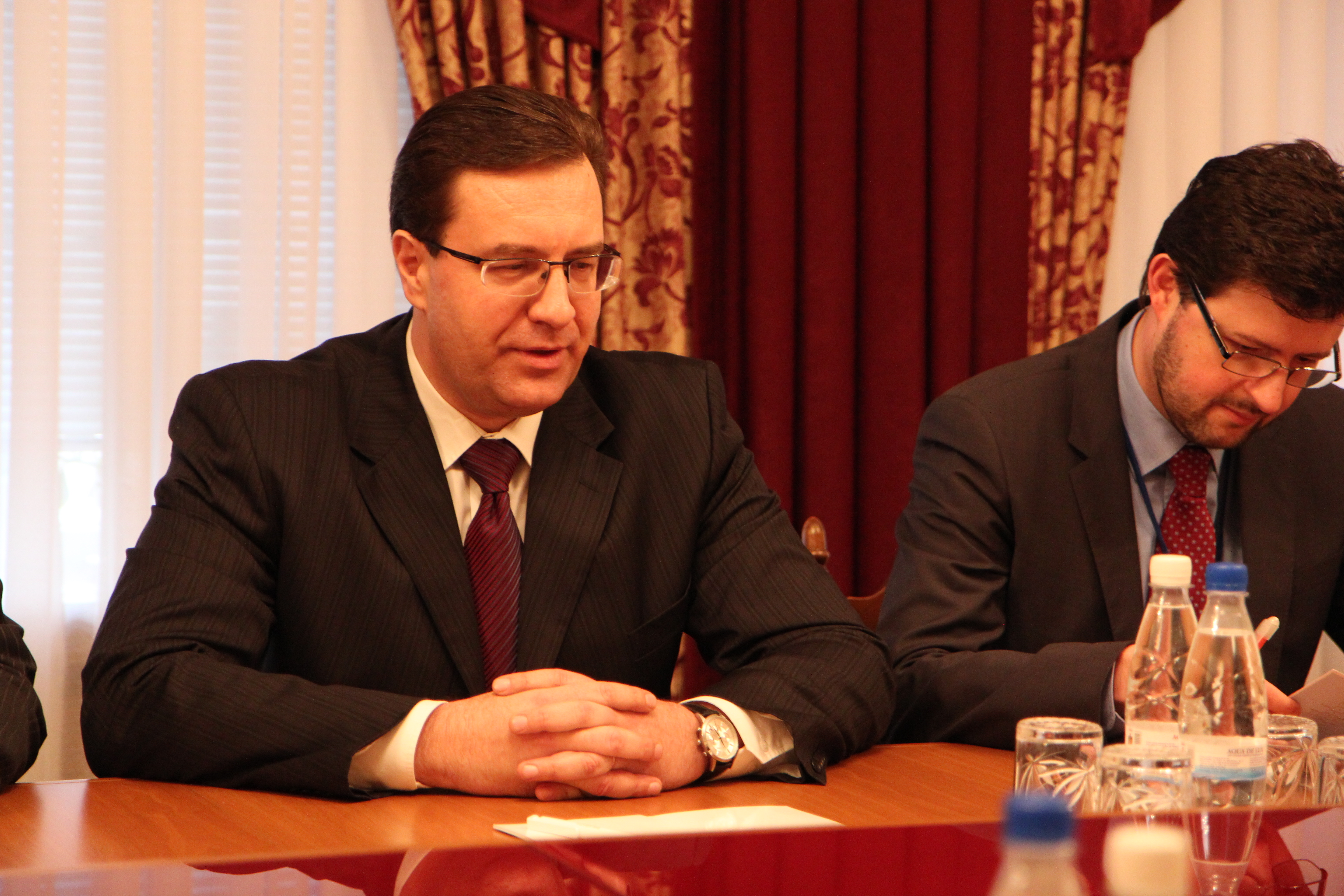
Marian Lupu în parlamentul Letoniei

Pe 25 aprilie 2013 Marian Lupu a fost demis din funcție de președintele al Parlamentului de 76 de deputați. Pentru demiterea lui Lupu au votat deputații comuniști, liberal-democrați, socialiști și unii liberal-reformatori.
Marian Lupu se identifică ca moldovean și s-a pronunțat pentru păstrarea în Constituție a apelativului de „limbă moldovenească” ca limbă de stat a Republicii Moldova. În anul 2014 a declarat în cadrul unei emisiuni TV că limba de stat a Republicii Moldova e moldoveneasca, rusa trebuie să fie obligatorie în școli, iar noțiunea de limbă română e propagată excesiv.
În 2010, în cadrul emisiunii „În profunzime” de pe postul Pro TV Chișinău, Marian Lupu a declarat: „Din punct de vedere științific, vorbesc limba română, din punct de vedere politic - limba moldovenească!”.
Peste doi ani, în cadrul aceleași emisiuni el a declarat: „M-am răzgândit. Științific nu mai este limba română, cum spuneam anterior, ci limba moldovenească.” El a mai continuat: „Acele teze sunt susținute de oamenii de știință, iar tot ce vine din științele sociale are puternice elemente subiective. Se știe că istoria nu este fizică și este scrisă de învingători. Iar dacă tezele sunt subiective înseamnă ca sunt promovate în interese politice. Știința nu are nimic cu dreptul la autoindentificare etnică”.
Atunci editorialistul Constantin Tănase i-a dedicat lui Marian Lupu un pamflet: „M-am răzgândit! Științific sunt un bou!”.
Marian Lupu susține că poziția proromânească a unei părți a elitei politice a Moldovei este formată de așteptări false, fapt care „sustrage politicienii și populația de la soluționarea problemelor cu adevărat serioase din Moldova”. El pledează pentru consolidarea statalității Republicii Moldova și națiunii civice moldovenești, cu menținerea bunelor relații de colaborare și de bună vecinătate cu România. Contribuind la formarea coaliției pro-europene, susținând vectorul de integrare europeană, Marian Lupu este susținătorul ideii că integrarea europeană nu trebuie să izoleze Republica Moldova de partenerii din Est. De asemenea, el a declarat că destrămarea URSS este un "act regretabil".
Marian Lupu susține ideea privind existența poporului și națiunii moldovenești și faptul că Republica Moldova din punctul de vedere al construcției naționale, al construcției politice reprezintă o entitate distinctă față de România. El e susține că PDM-ul este un partid centrist, iar centrismul în Republica Moldova poate fi echivalat cu moldovenismul, dar cu „un moldovenism european modern”.
În 2010 Marian Lupu a declarat că „este o mândrie pentru Republica Moldova că soldații ei au defilat în Piața Roșie” la parada de la Moscova de Ziua Victoriei.
Marian Lupu se opune unirii Republicii Moldova cu România. În anul 2013, când președintele român Traian Băsescu i-a îndemnat pe moldoveni să se unească cu România, realizând astfel și integrarea europeană, Lupu a declarat "Niciodată! Moldovenii au identitatea lor. După aproape 23 de ani de independență, sondajele arată că 80% se consideră moldoveni". În anul 2018, cu ocazia centenarului Marii Uniri, el a declarat că "Unirea este o iluzie, iar statalitatea, suveranitatea și independența Republicii Moldova sunt lucruri sfinte".
Din aceste motive, o parte din presa din Republica Moldova și România l-au catalogat pe Lupu drept antiromân.
Deși a făcut parte de-a lungul timpului din partide de stânga, Lupu are poziții conservatoare pe teme sociale, cum ar fi drepturile persoanelor LGBT.
Marian Lupu cunoaște limbile franceză, engleză și rusă. Este căsătorit cu Victoria Lupu și are doi copii. Despre Victoria Lupu se spune că este una din cele mai instruite doamne publice din Republica Moldova, ea fiind absolventă a Universității de stat din Rusia „M. Lomonosov”, iar doctorantura și-a făcut-o la Academia de Studii Economice a Moldovei, unde este conferențiar universitar, specialitatea Relații Economice Internaționale. Victoria Lupu deține titlul de doctor în economie și a făcut stagieri în SUA, Franța, România. Ea este autoare a 12 publicații.
Din 7 februarie 2019, Marian Lupu Arhivat în 18 noiembrie 2020, la Wayback Machine. deține funcția de președinte al Curții de Conturi din Republica Moldova.

## Distincții și decorații
Pe 24 iulie 2014 Marian Lupu a fost decorat cu „Ordinul Republicii” de către Președintele Republicii Moldova, Nicolae Timofti, „pentru contribuții decisive la desăvârșirea obiectivului major de politică externă al Republicii Moldova – asocierea politică și integrarea economică cu Uniunea Europeană”.
În ciuda poziției sale moldoveniste, Marian Lupu a fost decorat pe 8 septembrie 2022 de către președintele României Klaus Iohannis cu ordinul Steaua României în grad de comandor, "în semn de înaltă apreciere pentru contribuția excepțională adusă la dezvoltarea auditului public în context european, pentru integritatea și profesionalismul de care au dat dovadă în exercitarea actului de control". În consecință, fostul primar al municipiului Chișinău, politicianul unionist Dorin Chirtoacă, a returnat decorația sa președintelui Klaus Iohannis.

## Opera
- Catalogul Bibliotecii Naționale a Moldovei(Nume persoană: lupu, marian) Arhivat în 3 august 2009, la Wayback Machine.